# Boglewice (gromada)
Boglewice – dawna gromada, czyli najmniejsza jednostka podziału terytorialnego Polskiej Rzeczypospolitej Ludowej w latach 1954–1972.
Gromady, z gromadzkimi radami narodowymi (GRN) jako organami władzy najniższego stopnia na wsi, funkcjonowały od reformy reorganizującej administrację wiejską przeprowadzonej jesienią 1954 do momentu ich zniesienia z dniem 1 stycznia 1973, tym samym wypierając organizację gminną w latach 1954–1972.
Gromadę Boglewice z siedzibą GRN w Boglewicach utworzono – jako jedną z 8759 gromad – w powiecie grójeckim w woj. warszawskim, na mocy uchwały nr VI/10/5/54 WRN w Warszawie z dnia 5 października 1954. W skład jednostki weszły obszary dotychczasowych gromad Boglewice, Boglewska Wola, Ignaców, Osiny i Tworki oraz miejscowość Marynin z dotychczasowej gromady Gucin ze zniesionej gminy Jasieniec w tymże powiecie. Dla gromady ustalono 11 członków gromadzkiej rady narodowej.
31 grudnia 1959 z gromady Boglewice wyłączono wsie Edwardów, Ignaców, Osiny i Tworki, włączając je do gromady Łychów w tymże powiecie, po czym gromadę Boglewice zniesiono a jej (pozostały) obszar włączono do gromady Jasieniec tamże.